# 住宅産業新聞社
株式会社住宅産業新聞社（じゅうたくさんぎょうしんぶんしゃ、英語：Housing Industry News）は、住宅産業全般のニュースを扱う専門紙「住宅産業新聞」を発行する日本の新聞社。新聞以外に、雑誌や書籍の出版や、セミナーの開催などの事業活動も行う。

## 沿革
- 1978年（昭和53年）2月23日 - 住宅情報パック社を創立
- 1978年（昭和53年）3月 - 「住宅産業新聞」（旬刊）を創刊
- 1982年（昭和57年）2月 - 「住宅産業新聞縮刷版」を創刊
- 1983年（昭和58年）2月 - 「住宅産業新聞」を旬刊から週刊に移行
- 1985年（昭和60年）9月 - 社名を住宅産業新聞社に改名
- 1985年（昭和60年）9月 - 建設省監修「住宅経済データ集」を発行
- 1994年（平成6年）4月 - 「住宅産業百科」を発行
- 2009年（平成21年）11月 - 東京都新宿区新宿6丁目に移転

## 主な出版物
- 住宅産業新聞
- 住宅情報パック
- 住宅産業百科
- 住まいゴト 暮らしごと（新・住宅産業百科）
- 住宅産業新聞・縮刷版
- 住宅経済データ集
- 住宅政策～私たちの提言